# جو جاي جن
تشو جاي جين (هانغل: 조재진)، من مواليد 9 يونيو 1981 في باجو في كوريا الجنوبية، لاعب كرة قدم كوري جنوبي.
بدأ مسيرته الكروية مع نادي سوون بلووينغز في موسم 2000/2001، ولعب معهم 8 مباريات، وفي موسم 2002/2003 انتقل إلى نادي غوانغجو سانغمو فينكس، ولعب معهم 31 مباراة وسجل 3 أهداف، وفي موسم 2003/2004 انتقل إلى نادي سوون بلووينغز، ولعب معهم 8 مباريات وسجل هدف واحد، ومنذ عام 2004 وهو يلعب مع نادي شيميزو أس بولس الياباني.
و قد بدأ باللعب مع منتخب كوريا الجنوبية لكرة القدم في عام 2003.

## روابط خارجية
- جو جاي جن على موقع الاتحاد الدولي (مؤرشف)  (الإنجليزية)
- جو جاي جن على موقع رابطة كرة القدم اليابانية للمحترفين (اليابانية)
- جو جاي جن على موقع دوري كوريا الجنوبية (الإنجليزية)
- جو جاي جن على موقع قاعدة بيانات كرة القدم.إي يو (الإنجليزية)
- جو جاي جن على موقع ناشيونال فوتبول تيمز (الإنجليزية)
- جو جاي جن على موقع أوليمبيديا (الإنجليزية)